# رشته‌کوه پاروپامیسوس
رشته‌کوه پاروپامیسوس (انگلیسی: Paropamisus Mountains) (به زبان محلی معروف به سلسله سفید کوه) رشته‌کوهی در شمال غربی افغانستان است که در حدود ۳۰۰ مایل (۴۸۰ کیلومتر) بین امتداد غربی هندوکش در شرق امتداد دارد (در نزدیکی چغچران که فیروزکوه نیز نامیده می‌شود) و از کرانه شمالی رودخانه هریرود از طریق هرات به سمت شرق رشته‌کوه‌های البرز در ایران در غرب می‌آید. همه این کوه‌ها بخشی از کمربند آلپاید هستند.
معادن ذخایر نقره و سرب در پاروپامیسوس یافت می‌شود. رود مرغاب از آنجا سرچشمه می‌گیرد.